# Ллойд Артур Ешбах
Ллойд Артур Ешбах (англ. Lloyd Arthur Eshbach; 20 червня 1910, Палм — 29 жовтня 2003, Маєрстаун) — американський письменник і видавець, працював у галузі фантастики, один з творців «малого книговидання» фантастики в США.

## Біографія
Ллойд Артур Ешбах народився 20 червня 1910 року в місті Палм, штат Пенсільванія; виріс в місті Редінг. У віці 15 років відкрив для себе журнал «Argosy», а з появою спеціалізованого журналу фантастики «Amazing Stories» встановив через нього зв'язок з іншими любителями фантастики і сам почав писати оповідання.
Дебютував в травневому номері журналу «Air Wonder Stories» за 1930 рік оповіданням «Невидимий руйнівник» ( «The Invisible Destroyer»). Протягом 1930-х років твори Ешбаха публікували журнали «Astounding Science Fiction», «Amazing Stories», «Wonder Stories», «Weird Tales», «Startling Stories» і «Strange Stories». У той же час він і сам робив спроби організувати періодичне видання -  випускалися в 1931 році його журнали «Marvel Tales» і «The Galleon», проте ці проекти були незабаром припинені через нестачу фінансування. Проте, це були перші журнали фантастики в США, випущені любителями фантастики не як фензіни, а з претензією на професіоналізм.
Більш успішним виявилося видавництво «Fantasy Press», яке Ешбах організував в 1946 році спеціально для випуску фантастики. До закриття в 1950 році воно встигло надрукувати авторські книги Е. Е. "Дока" Сміта, Джона Кемпбелла, Роберта Гайнлайна, Джека Вільямсона та інших авторів - всього 32 назви. У 1952 році Ешбах заснував інше видавництво — «Polaris Press», але встиг видати тут всього дві книги. Після цього він відійшов від видання фантастики і до 1975 року займався випуском і продажем релігійної літератури, а потім став пастором місцевої євангелістської церкви.
Його перша (і єдина) збірка оповідань «Тиран часу» («The Tyrant of Time») була видана в 1955 році. У 1983 році Ешбах повернувся до фантастики і випустив цикл романів під загальною назвою «Вората Люцифера» («Lucifer's Gates»): «Земля по ту сторону Воріт» («The Land Beyond the Gate», 1984), «Наплічник богів» («The Armlet of the Gods», 1986), «Скафська чаклунка» («The Sorceress of Scath», 1988) і «Сувій Люцифера» (« The Scroll of Lucifer», 1990).
У 1982 році Ешбах видав книгу мемуарів «За моїм плечем: Відбитки епохи наукової фантастики» ( «Over My Shoulder: Reflections on a Science Fiction Era», ISBN 978-1880418116).
Ллойд Артур Ешбах помер 29 жовтня 2003 року в церковному будинку для літніх людей в Маєрстауні, штат Пенсильванія.